# HD119938
HD119938 — хімічно пекулярна зоря спектрального класу A3, що має видиму зоряну величину в смузі V приблизно  5,9.
Вона  розташована на відстані близько 196,0 світлових років від Сонця.